# Macropharyngodon negrosensis
Macropharyngodon negrosensis is een  straalvinnige vissensoort uit de familie van lipvissen (Labridae). De wetenschappelijke naam van de soort is voor het eerst geldig gepubliceerd in 1932 door Albert William Herre.
De soort staat op de Rode Lijst van de IUCN als niet bedreigd, beoordelingsjaar 2009. Het is een veelvoorkomende soort in een groot deel van de oostelijke Indische Oceaan en de Stille Oceaan. Ze leeft in de buurt van riffen tot een diepte van ongeveer 32 meter.